# 岵山
岵山位于河南省淅川县丹江和淅水交汇点的上部，岵山以南淅水东侧曾是马蹬古镇，岵山以西，丹江右岸曾是淅川古城。《诗经》中征夫怨的陟岵，即此。战国时期，秦楚大军曾在岵山下的丹、淅一带进行决战，楚军有八万被斩首。屈原被流放汉北时曾登岵山，望着楚军惨败的伤心地，写下了《国殇》。

## 文学作品
|            | 陟彼岵兮，瞻望父兮。 父曰“嗟予子！ 行役夙夜无已。 上慎旃哉，犹来无止！ |
| ——《诗经》 |                                                                        |